# Vicomté de Canet
La Vicomté de Canet a existé de 1322 à la Révolution française et occupait plus ou moins le territoire actuel de huit communes proches du littoral roussillonais en plus de Canet.

## Histoire
La vicomté de Canet est créée en 1322 à l'initiative de Sanche Ier, roi de Majorque mais aussi comte de Cerdagne et du Roussillon, en faveur du seigneur de Canet Guillaume IV.

## Territoire
Lors de sa création, la vicomté de Canet comprend les territoires suivants :
- Canet ;
- Saint-Michel de Fourques (Sant Miquel de Forques), vers l'actuel stade Saint-Michel de Canet ;
- Vilarnau d'Amont, entre Perpignan et Canet ;
- Alénya ;
- Corneilla-del-Vercol ;
- Les Mousseilloux (els Mossellons ou els Mossellós), entre Elne, Alénya et Vilarasa ;
- Sainte-Marie ;
- Saint-Nazaire ;
- Théza ;
- Torreilles ;
- Villelongue ;
- Villeneuve-de-la-Raho ;
- Vilarasa, entre Saint-Cyprien et Alénya.

## Liste des vicomtes de Canet
Voir : Liste des seigneurs de Canet